# Чемпионат Африки по дзюдо 2009
Чемпионат Африки по дзюдо 2009 года прошёл 30 апреля — 3 мая на Маврикии.

## Медалисты

### Мужчины
| Весовая категория       | Золото                       | Серебро                             | Бронза                                                                           |
| ----------------------- | ---------------------------- | ----------------------------------- | -------------------------------------------------------------------------------- |
| Суперлёгкая (до 60 кг)  | Алаа Эль-Эдрисси · Марокко   | Мохамед Эльхади Эль-Кависах · Ливия | Ибрахим Авад · Египет Элай Норберт · Мадагаскар                                  |
| Полулёгкая (до 66 кг)   | Амин Эль-Хади · Египет       | Рашид Ргуид · Марокко               | Мохамед Бугхорфа · Алжир Тагеот Рафаэлиарисон · Мадагаскар                       |
| Лёгкая (до 73 кг)       | Сейфеддин бен Хассен · Тунис | Маклеон Паулин · Маврикий           | Хуссейн Хафиз · Египет Нуреддин Ягуби · Алжир                                    |
| Полусредняя (до 81 кг)  | Сафуан Аттаф · Марокко       | Хатем Абд Эль-Ахер · Египет         | Мохмаде Фадхел Газуани · Тунис Дави Хухус Муссаву · Габон                        |
| Средняя (до 90 кг)      | Хешам Месба · Египет         | Дидон Долассем · Камерун            | Лиес Буякуб · Алжир Патрик Трезис · ЮАР                                          |
| Полутяжёлая (до 100 кг) | Рамадан Дарвиш · Египет      | Хассан Аззун · Алжир                | Франк Эван Муссима · Камерун Ндибу Муши · Демократическая Республика Конго       |
| Тяжёлая (свыше 100 кг)  | Ислам Эль-Шехаби · Египет    | Анис Чедли · Тунис                  | Аммар Белгасем · Алжир Седрик Мандембо Кебика · Демократическая Республика Конго |
| Абсолютная категория    | Ислам Эль-Шехаби · Египет    | Мухамед Мербах · Марокко            | Файсал Джабала · Тунис Франк Эван Муссима · Камерун                              |

### Женщины
| Весовая категория      | Золото                  | Серебро                  | Бронза                                                                      |
| ---------------------- | ----------------------- | ------------------------ | --------------------------------------------------------------------------- |
| Суперлёгкая (до 48 кг) | Мерием Мусса · Алжир    | Чахнез Мбарки · Тунис    | Махитаб Фарук · Египет Кристианн Легентали · Маврикий                       |
| Полулёгкая (до 52 кг)  | Ратиба Тарикет · Алжир  | Нина Лангенховен · ЮАР   | Ханан Керруми · Марокко Амани Халфауи · Тунис                               |
| Лёгкая (до 57 кг)      | Лила Латрус · Алжир     | Хаджер Бархуми · Тунис   | Фатима Захра Чакир · Марокко Северин Неби · Буркина-Фасо                    |
| Полусредняя (до 63 кг) | Фари Сейе · Сенегал     | Аида Мезерна · Алжир     | Одри Кэтрин · Маврикий Аях Мохамед Эмад · Египет                            |
| Средняя (до 70 кг)     | Кахина Хадид · Алжир    | Сарра Вахид · Египет     | Асма Бжауи · Тунис Моника бванга Мисенга · Демократическая Республика Конго |
| Полутяжёлая (до 78 кг) | Рашида Уердан · Алжир   | Самар Салах · Египет     | Худа Милед · Тунис Кристелл Окодомбе Фогвинг · Камерун                      |
| Тяжёлая (свыше 78 кг)  | Нихел Шейх Руху · Тунис | Амината Диатта · Сенегал | Рания Эль-Килали · Марокко Самах Рамадан · Египет                           |
| Абсолютная категория   | Нихел Шейх Руху · Тунис | Самах Рамадан · Египет   | Кристелл Окодомбе Фогвинг · Камерун Амина Теммар · Алжир                    |